# Manos escocesas

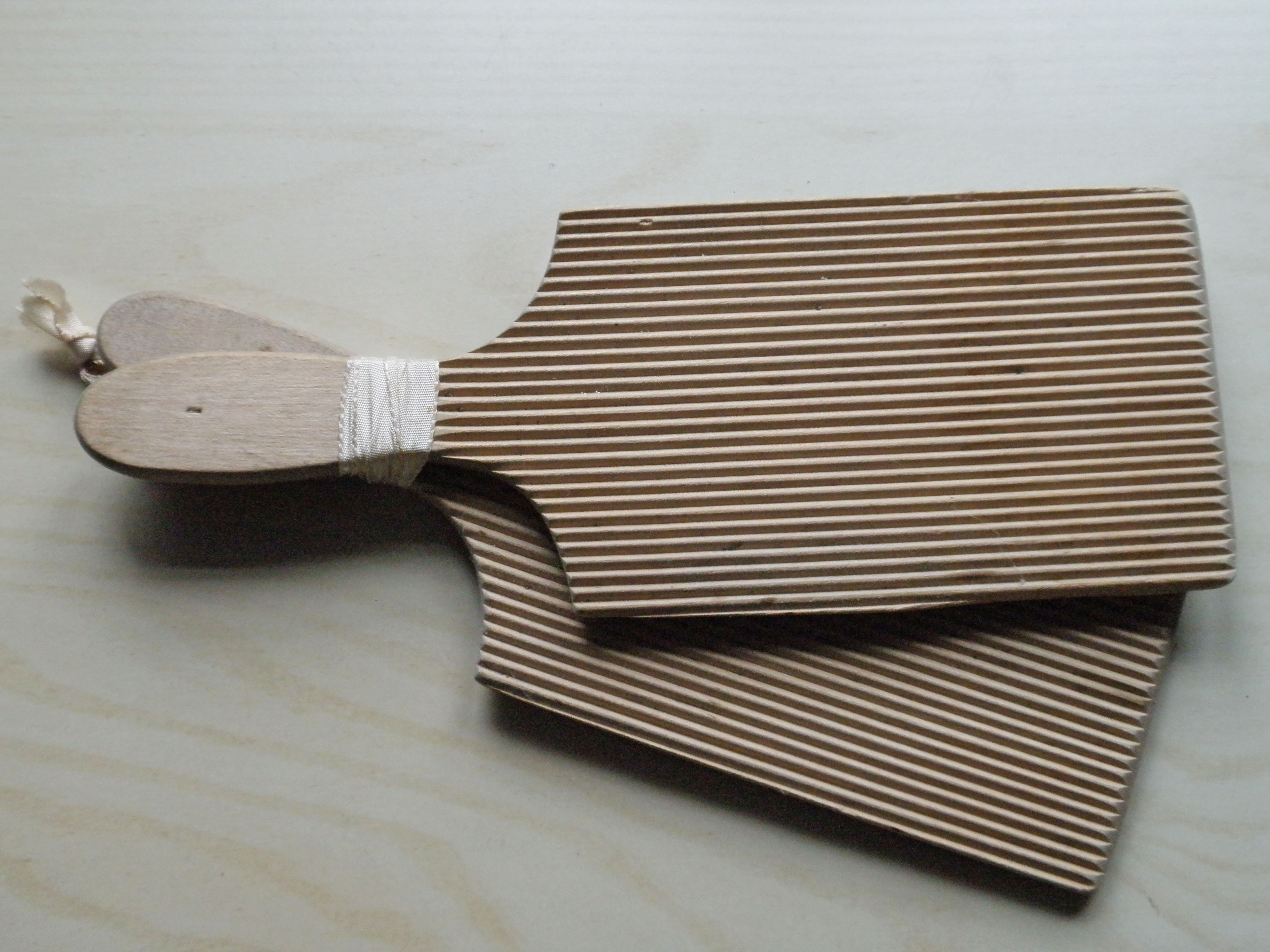
Espátulas de madera.

Las Manos escocesas (en inglés Scotch hands o butter beaters) son una especie de espátulas de madera empleadas en la elaboración de la mantequilla. Se emplean sobre todo en la operación de dar forma a la mantequilla en los moldes de mantequilla. Se emplea con bastante frecuencia en las elaboraciones artesanales de Escocia de este lácteo.